# Diecezja Sangmélima
Diecezja Sangmélima – diecezja rzymskokatolicka w Kamerunie. Powstała w 1963.

## Biskupi diecezjalni
- Bp Christophe Zoa (od 2008)
- Bp Raphaël Marie Ze (1992- 2008)
- Bp Jean-Baptiste Ama (1983 – 1991)
- Bp Pierre-Célestin Nkou (1963 – 1983)